# Габријел Ступица
Габријел Ступица (Дражгоше, 21. март 1913 — Љубљана, 19. децембар 1990) је био словеначки сликар.

## Биографија
Студирао је на Академији уметности у Загребу, где је, након дипломирања, живео и радио. Преселио се 1946. године у Љубљану, где је постао професор на новооснованој Академији ликовних уметности. До одласка у пензију 1977. био је два пута ректор (сада би било звање декана). Изабран је за дописног члана Југословенске академије наука и Словеначке академије наука и уметности. Поред слика повремено је радио сценографије и графике. Сматра се једним од главних уметничких личности у Словенији и Југославији у другој половини 20. века. Такође је познат у иностранству. За свој рад добио велики број домаћих и међународних награда. Излагао је на многим самосталним и групним наступима у земљи и иностранству.